# John Jewkes
John Jewkes (1902 – 1988) è stato un economista britannico. 
È stato professore di Organizzazione economica al Merton College di Oxford.
La sua opera principale Ordeal by Planning fu scritta nel 1946 e sosteneva che la pianificazione centralizzata attuata nel Regno Unito durante la seconda guerra mondiale avrebbe portato alla povertà se fosse stata adottata come sistema economico permanente, una tesi abbastanza simile a quella sviluppata da Friedrich von Hayek nel 1945 ne La via della schiavitù. La sua linea di pensiero era vicina alle tesi ordoliberali di Wilhelm Röpke e Walter Eucken.
È ricordato anche per il suo libro The Sources of Invention (1958), scritto con i due assistenti di ricerca David Sawers e Richard Stillerman e basato su 50 casi di studio di innovazioni tecnologiche del XIX e XX secolo ed è considerato uno studio pionieristico nell'economia dell'innovazione.
Fu presidente della Mont Pelerin Society dal 1962 al 1964.

## Opere
- John Jewkes, Allan Winterbottom (1933). An industrial survey of Cumberland and Furness: a study of the social implications of economic dislocation, Manchester University Press.
- John Jewkes; Allan Winterbottom (1933). Juvenile unemployment, G. Allen and Unwin ltd.
- John Jewkes; Edward Mayall Gray (1935). Wages and labour in the Lancashire cotton spinning industry, Manchester University Press.
- Ernest Darwin Simon; Shena Simon, Lady Simon of Wythenshawe; William Alexander Robson; John Jewkes (1937). Moscow in the making. Longmans, Green and co.
- John Jewkes, Sylvia Jewkes (1938). The Juvenile Labour Market. V. Gollancz.
- John Jewkes (1948). Ordeal by planning. Macmillan.
- John Jewkes (1958). The sources of invention. Macmillan.
- John Jewkes (1968). The new ordeal by planning: the experience of the Forties and the Sixties. Macmillan.
- John Jewkes (1978). A return to free market economics?: critical essays on government intervention. Macmillan.